# 复州河
复州河，位于中华人民共和国辽宁省辽东半岛南部的一条河流，发源于大连市普兰店区同益街道和平村以北老帽山，向南流注入七道房水库，出库后向西南流，经同益街道、松树水库、瓦房店市松树镇、得利寺镇、东风水库、太阳街道、复州城镇、三台满族乡等地，于三台乡西蓝旗村老羊头礁注入渤海。河流全长137千米，流域面积1638平方千米，河道平均比降1.5‰，年均径流量3.01亿立方米。复州河流域经济以农业为主，左岸支流岚崮河流域内有中国最大的金刚石原生矿床。